# Плывун

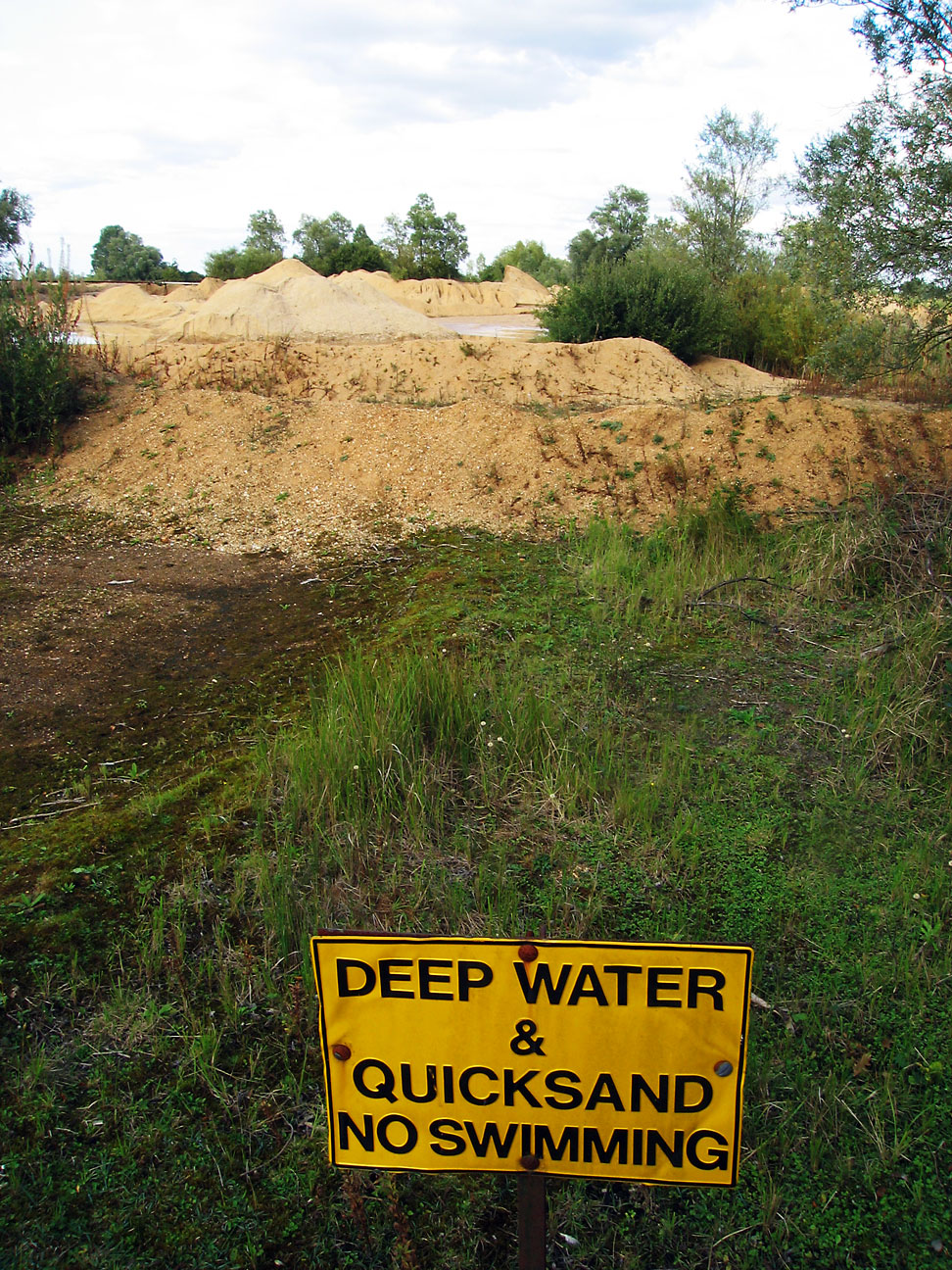
Плывун

Плыву́н — насыщенный водой грунт (обычно песок или супесь), который способен разжижаться под механическим воздействием на него при вскрытии его котлованами и другими выработками. Также про плывун можно сказать, что это герметичный объём в толще грунта, в котором под давлением находятся мелкие и пылеватые пески, насыщенные водой. Его толщина варьируется от 2 до 10 м. Плывуны чаще всего встречаются в болотистых местах и имеют вытянутую форму.
Плывуны бывают истинными и ложными. Представляют опасность при строительстве любых подземных сооружений в водянистых грунтах на всех стадиях строительства, а иногда и последующей эксплуатации.

## Истинные плывуны
Часто плывунные свойства проявляют пылеватые пески и супеси, насыщенные водой, содержащие в большом количестве очень мелкие частицы (глинистые и коллоидные), которые начинают играть роль смазывающего вещества между крупными частицами грунта. Вследствие наличия глинистых и более мелких коллоидных частиц эти грунты обладают гидрофильными свойствами и слабо отдают воду. Даже при небольшом гидравлическом градиенте они переходят в плывунное состояние и перемещаются с водой в выработки. Коэффициент фильтрации таких грунтов обычно менее 0,5 м/сут.
При промерзании истинный плывун подвергается сильному пучению, слабо фильтрует воду. При высыхании приобретает связность. В образовании истинных плывунов большую роль играют микроорганизмы.

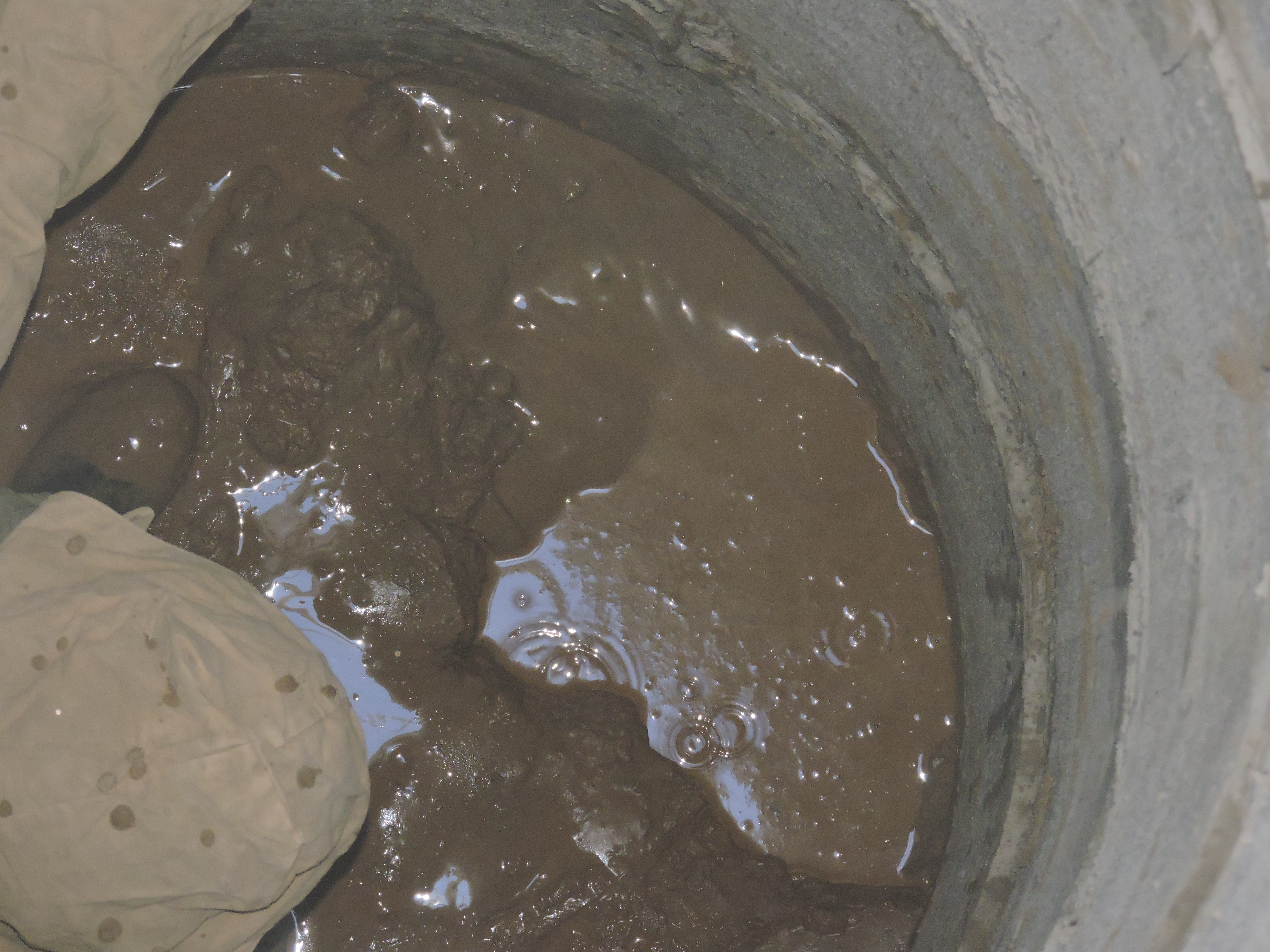
Ложный плывун в колодце во время его строительства

## Ложные плывуны
Ложный плывун — мелкий пористый песок, насыщенный водой. Поскольку пласт находится на глубине, вода в порах плывуна находится под давлением больше атмосферного. При вскрытии пласт обнажается, и вода под давлением попадает в котлован и выносит с собой песок. Именно ложный плывун и стал причиной размыва в Петербургском метрополитене в 1974 и 1995 годах.
Плывунные свойства грунтов проявляются при наличии гидродинамического давления в подземной воде, возникающего вследствие развития гидравлического градиента. Гидравлический градиент возникает при вскрытии водоносных горизонтов.

## Строительство на плывунах
Основная сложность строительства на плывунах состоит в том, чтобы не допустить выноса его в котлован, поскольку это затруднит проведение земляных работ и приведёт к неравномерной осадке поверхности и деформациям близко расположенных сооружений. Также плывун смертельно опасен, поскольку запросто может засосать человека. В связи с этим при прохождении плывунов рекомендуется:
- применение иглофильтров и электроосушение (вместо открытого водоотлива); стоит заметить, что иглофильтры по контуру не рекомендуются в глинистых грунтах. Альтернатива создание бетонной пробки (БПТ) после подводной разработки или цементогрунтовая завеса (струя).
- при устройстве фундаментов с различной глубиной заложения вначале устраивать более глубокие фундаменты, а затем менее заглублённые;
- перед разработкой котлована укрепление периметров котлована путём искусственного замораживания или методом «стена в грунте».

Если перечисленные мероприятия трудновыполнимы, необходимо предусмотреть фундаменты на опускных колодцах, кессонах и сваях.
Одним из известнейших случаев проявления плывуна является техногенная авария «Размыв» в Ленинградском метрополитене на строящемся перегоне «Лесная» — «Площадь Мужества» в апреле 1974 года.